# Армянская Советская Социалистическая Республика
Армя́нская Сове́тская Социалисти́ческая Респу́блика (арм. Հայկական Խորհրդային Սոցիալիստական Հանրապետություն), также известна как Армянская ССР (арм. Հայկական ԽՍՀ), Советская Армения (арм. Խորհրդային Հայաստան) или Армения — одна из советских республик в составе СССР с 5 декабря 1936 года по 23 августа 1990 года.

## Официальное название
В 1922—1936 годах официальное название республики звучало по-русски как «Социалистическая Советская Республика Армения/Армении» (арм. Սոցիալիստական Խորհրդային Հայաստանի Հանրապետություն (Socʻialistakan Xorhrdayin Hayastani Hanrapetutʻyun), c 1936 года согласно Конституции СССР «Армянская Советская Социалистическая Республика» (арм. Հայաստանի Սոցիալիստական Խորհրդային Հանրապետություն (Hayastani Socʻialistakan Xorhrdayin Hanrapetutʻyun). Затем название было изменено на «Армянская ССР» (арм. Հայկական ԽՍՀ (Haykakan XSH), соответственно в армянском названии форма «Հայաստանի (Hayastani)» («Армении») была заменена на прилагательное «Հայկական (Haykakan)» («Армянская»), кроме того, слова «советский» и «социалистический» поменяли местами (арм. Հայկական Խորհրդային Սոցիալիստական Հանրապետություն (Haykakan Xorhrdayin Socʻialistakan Hanrapetutʻyun).
Официальное название Армянской ССР на русском языке далее не менялось, однако армянское название изменилось ещё дважды, вместе с официально изменяемым переводом на армянский язык терминов «советский» и «республика».
В 1940 году в качестве перевода обоих терминов вместо исконно армянских слов были взяты прямые заимствования, и название было изменено на арм. Հայկական Սովետական Սոցիալիստական Ռեսպուբլիկա (Haykakan Sovetakan Socʻialistakan Ṙespublika).
В 1966 году был восстановлен прежний термин для «республики».

## История
Армянская ССР была образована 29 ноября 1920 года.
В её состав были включены следующие территории бывшей Российской империи:
- 5 уездов Эриванской губернии — Александропольский, Нор-Баязетский, Эчмиадзинский, Эриванский, восточная часть Шаруро-Даралагезского, а также
- западная часть Зангезурского уезда Елизаветпольской губернии,
- Дилижанское ущелье, Красносельский район и Гедикчайский бассейн Казахского уезда Елизаветпольской губернии,
- район Агбаба (позже район Амасия) Карсской области,
- Лорийский участок Борчалинского уезда Тифлисской губернии.

С 12 марта 1922 года являлась частью Закавказской Советской Федеративной Социалистической Республики (ЗСФСР). С 30 декабря 1922 года в составе ЗСФСР входит в СССР. С 5 декабря 1936 года входила непосредственно в состав СССР как союзная республика.
23 августа 1990 года Верховный Совет Армянской ССР принял Декларацию о независимости Армении, ознаменовавшую начало процесса утверждения независимой государственности. Было объявлено, что на всей территории Республики Армения действуют только Конституция и законы Республики Армения. Также было объявлено о создании Вооруженных Сил Армении.
17 марта 1991 года Армения воспрепятствовала проведению референдума о сохранении СССР на территории республики.
21 сентября 1991 года был проведён референдум о выходе из состава СССР: «Согласны ли вы, чтобы Республика Армения была независимым демократическим государством вне состава СССР?». Большинство граждан, имевших избирательное право, ответили на этот вопрос утвердительно.
23 сентября 1991 года Верховный Совет Армении по результатам референдума подтвердил независимость республики.

## Административное деление
Административное деление Армянской ССР неоднократно изменялось.
В 1970 году в республике было 34 района, 23 города и 28 посёлков городского типа.
В 1987 году в республике насчитывалось 37 районов и 22 города республиканского подчинения:
Абовянский район
Азизбековский район
Амасийский район
Анийский район
Апаранский район
Арагацский район
Араратский район
Арташатский район
Артикский район
Ахурянский район
Аштаракский район
Баграмянский район
Варденисский район
Горисский район
Гугаркский район
Гукасянский район
Ехегнадзорский район
Иджеванский район
Калининский район
Имени Камо, район
Кафанский район
Красносельский район
Мартунинский район
Масисский район
Мегринский район
Наирийский район
Ноемберянский район
Октемберянский район
Разданский район
Севанский район
Сисианский район
Спитакский район
Степанаванский район
Талинский район
Туманянский район
Шамшадинский район
Эчмиадзинский район
город Абовян
город Алаверди
город Арарат
город Арташат
город Артик
город Аштарак
город Горис
город Джермук
город Дилижан
город Ереван
город Иджеван
город Камо
город Кафан
город Кировакан
город Ленинакан
город Октемберян
город Раздан
город Севан
город Спитак
город Степанаван
город Чаренцаван
город Эчмиадзин

## Экономика

### Сельское хозяйство
В 1986 году в республике насчитывалось 505 совхозов, 281 колхоз. Сельскохозяйственные угодья составляли 1,3 млн га, из них:
- пашня — 0,5 млн га,
- пастбища — 0,6 млн га.

Земледелие давало около 53 % стоимости валовой продукции сельского хозяйства. Земледелие сосредоточено главным образом на Араратской равнине, Ширакском плато и в районе озера Севан. Площадь орошаемых земель — 0,305 млн га (1986 год).
Главные отрасли растениеводства — виноградарство (сбор — 240 тыс. т в 1986 году) и плодоводство, возделывание технических (табак, сахарная свёкла, герань) и овоще-бахчевых культур.
Животноводство специализировалось на молочно-мясном скотоводстве и овцеводстве. Поголовье (на 1987 год, в млн голов): крупный рогатый скот — 0,9, овец и коз — 1,9.

### Промышленность
Ведущие отрасли промышленности:
- машиностроительная и металлообрабатывающая
- химическая и нефтехимическая
- лёгкая
- пищевкусовая
- цветная металлургия
- производство стройматериалов

В машиностроении были развиты электротехническая, электронная, радиотехническая отрасли промышленности, приборо- и станкостроение (Ереван, Кировакан, Ленинакан и другие города).
Предприятия химической промышленности производили синтетический каучук, синтетические смолы и пластические массы, серную кислоту, химические волокна и другое (Ереван, Кировакан, Алаверди).
Цветная металлургия была представлена производством меди, алюминия, концентратов молибдена и другое (Алаверди, Каджаран, Капан, Агарак).
В промышленности стройматериалов общесоюзное значение имело производство стеновых блоков из естественного камня (разноцветных туфов), мрамора, цемента и другое.
Важнейшие отрасли пищевкусовой промышленности — плодоконсервная и винно-коньячная.
Из отраслей лёгкой промышленности выделялись текстильная и кожевенно-обувная отрасли.
Производство промышленной продукции в Армянской ССР по годам: 
| виды продукции                              | единица       | 1913  | 1940  | 1950   | 1965  | 1970   |
| ------------------------------------------- | ------------- | ----- | ----- | ------ | ----- | ------ |
| Электроэнергия                              | млрд. кВт*час | 0,005 | 0,395 | 0,949  | 2,900 | 6,083  |
| Минеральные удобрения                       | тыс. т        |       |       |        | 103   | 253    |
| Автопокрышки                                | тыс. т        |       |       | 195    | 1180  |        |
| Металлорежущие станки                       | тыс. шт       |       |       | 0,904  | 9,159 | 11,5   |
| Трансформаторы силовые                      | тыс. кВа      |       |       | 609    | 4810  | 4804   |
| Электростанции передвижные                  | тыс. кВт      |       |       | 0,1    | 640   |        |
| Насосы                                      | тыс. шт.      |       |       | 2,7    | 61,1  | 83,6   |
| Компрессоры                                 | шт.           |       |       | 468    | 3006  |        |
| Цемент                                      | тыс. т        |       |       | 95     | 151,5 | 619,5  |
| Сборные железобетонные конструкции и детали | млн. м³       |       |       |        | 0,596 | 0,780  |
| Хлопчатобумажные ткани                      | млн м²        |       | 26,8  | 34,6   | 88,3  | 94,5   |
| Шерстяные ткани                             | млн м²        |       | 0,017 | 0,551  | 3,827 | 5,189  |
| Шёлковые ткани                              | млн м²        |       | 0,201 | 1,529  | 7,951 | 12,082 |
| Чулочно-носочные изделия                    | млн пар       |       | 9,785 | 14,767 | 49,3  |        |
| Верхний и бельевой трикотаж                 | млн шт.       |       | 3,033 | 7,5    | 40,8  |        |
| Кожаная обувь                               | млн пар       |       | 0,943 | 2,029  | 7,3   | 10,3   |
| Часы бытовые                                | млн шт.       |       |       | 0,183  | 2,783 | 3,239  |
| Консервы                                    | млн банок     | 1,0   | 17,3  | 31,4   | 131,5 | 241,4  |
| Вино                                        | тыс. дал      | 188   | 239   | 772    | 4847  | 8000   |
| Коньяк                                      | тыс. дал      | 48    | 63    | 96     | 386   |        |
| Сигареты, папиросы                          | млн шт        | 4     | 1084  | 2579   | 6160  |        |

## Культура
В Армянской ССР издавались республиканские газеты «Советакан Айастан» (на армянском языке), «Коммунист» (на русском языке), «Совет Эрменистаны» (на азербайджанском языке) и «Риа Таза» (на курдском языке).

## Руководители республики
| Первый секретарь ЦК Компартии Армении | Период на посту |
| ------------------------------------- | --------------- |
| Алиханян, Геворк Саркисович           | 1920—1921       |
| Лукашин, Сергей Лукьянович            | 1921—1922       |
| Иоаннисян, Ашот Гарегинович           | 1922—1927       |
| Осепян, Гайк Александрович            | 1927—1928       |
| Костанян, Айказ Аркадьевич            | 1928—1930       |
| Ханджян, Агаси Гевондович             | 1930—1936       |
| Аматуни, Аматуни Семёнович            | 1936—1937       |
| Арутинов, Григорий Артемьевич         | 1937—1953       |
| Товмасян, Сурен Акопович              | 1953—1960       |
| Заробян, Яков Никитович               | 1960—1966       |
| Кочинян, Антон Ервандович             | 1966—1974       |
| Демирчян, Карен Серобович             | 1974—1988       |
| Арутюнян, Сурен Гургенович            | 1988—1990       |
| Мовсесян, Владимир Мигранович         | 1990—1990       |
| Погосян, Степан Карапетович           | 1990—1991       |
| Саркисян, Арам Гаспарович             | 1991—1991       |

| Глава государства             | Период на посту      | Название должности                            |
| ----------------------------- | -------------------- | --------------------------------------------- |
| Касьян, Саркис Иванович       | 1920—1921; 1928—1930 | Председатель Военного революционного комитета |
| Мясникян, Александр Федорович | 1921—1922            | Председатель Совнаркома                       |
| Амбарцумян, Саркис Саакович   | 1922—1925            | Председатель ЦИК                              |
| Каринян, Арташес Баласиевич   | 1925—1928            | -«-                                           |
| Ананян, Армен Артемович       | 1930—1933            |                                               |
| Мартикян, Серго Николаевич    | 1933—1936            |                                               |
| Анесоглян, Геворг Сарибекович | 1936—1937            |                                               |
| Папян, Мацак Петросович       | 1937—1938; 1938—1954 | Председатель Президиума Верховного Совета     |
| Акопджанян, Хачик Мисакович   | 1938—1938            | -»-                                           |
| Арушанян, Шмавон Минасович    | 1954—1963            |                                               |
| Арутюнян, Нагуш Хачатурович   | 1963—1975            |                                               |
| Саркисов, Бабкен Есаевич      | 1975—1985            |                                               |
| Восканян, Грант Мушегович     | 1985—1990            |                                               |
| Тер-Петросян, Левон Акопович  | 1990—1991            |                                               |

| Глава правительства            | Период на посту      | Название должности                     |
| ------------------------------ | -------------------- | -------------------------------------- |
| Лукашин, Сергей Лукьянович     | 1922—1925            | Председатели Совнаркома                |
| Амбарцумян, Саркис Саакович    | 1925—1928; 1937—1937 | -«-                                    |
| Тер-Габриэлян, Саак Мирзоевич  | 1928—1935            |                                        |
| Гулоян, Арам Арамович          | 1935—1937            |                                        |
| Пирузян, Арам Сергеевич        | 1937—1945            |                                        |
| Саркисян, Агаси Соломонович    | 1945—1947            | с 1946 — Председатель Совета Министров |
| Карапетян, Саак Карапетович    | 1947—1952            | -»-                                    |
| Кочинян, Антон Ервандович      | 1952—1966            |                                        |
| Мурадян, Бадал Амаякович       | 1966—1972            |                                        |
| Арзуманян, Григорий Агафонович | 1972—1976            |                                        |
| Саркисян, Фадей Тачатович      | 1977—1989            |                                        |
| Маркарьянц, Владимир Суренович | 1989—1990            |                                        |
| Манукян, Вазген Микаэлович     | 1990—1991            |                                        |

## Награды
Армянская ССР была награждена тремя орденами Ленина (1958, 1968, 1978), орденом Октябрьской Революции (1970) и орденом Дружбы народов (1972).

## Армянская ССР в филателии
- Почтовые марки СССР
- Почтовая марка, 1938 год
- Почтовая марка, 1950 год
- Почтовая марка, 1950 год
- Почтовая марка 1958 год. Армянская ССР. Ереван. Общий вид города
- Почтовая марка, 1957 год
- Почтовая марка, 1960 год
- Почтовая марка, 1967 год
- Почтовая марка, 1970 год
- Почтовая марка, 1980 год